# Ariamnes rufopictus
Ariamnes rufopictus là một loài nhện trong họ Theridiidae.
Loài này thuộc chi Ariamnes. Ariamnes rufopictus được Tord Tamerlan Teodor Thorell miêu tả năm 1895.